# Qareh Tappeh-ye Sheykh
Qareh Tappeh-ye Sheykh (persiska: قَرِه تَپِّۀ شِيخ) är en ort i Iran.   Den ligger i provinsen Golestan, i den norra delen av landet, 400 km nordost om huvudstaden Teheran. Qareh Tappeh-ye Sheykh ligger 182 meter över havet och antalet invånare är 250.
Terrängen runt Qareh Tappeh-ye Sheykh är platt åt nordväst, men åt sydost är den kuperad. Terrängen runt Qareh Tappeh-ye Sheykh sluttar västerut.Runt Qareh Tappeh-ye Sheykh är det ganska glesbefolkat, med 48 invånare per kvadratkilometer. Närmaste större samhälle är Kalāleh, 10,5 km söder om Qareh Tappeh-ye Sheykh. Trakten runt Qareh Tappeh-ye Sheykh består till största delen av jordbruksmark.